# Перепис населення Естонії 2011 року
Перепис населення Естонії (REL 2011), пройшов у 2011—2012 роках. У 2010 та 2011 роках переписи населення проходили у більшості країн світу. Перепис пройшов з 31 грудня 2011 року по 31 березня 2012 року. REL 2011 — одинадцятий за рахунком перепис населення на території Естонії. Попередні проходили у 1881, 1897, 1922, 1934, 1941, 1959, 1970, 1979, 1989 та 2000 роках.
За 130-річну історію проведення переписів на території Естонії цей перепис був своєрідним унікальним. По-перше, у мешканців вперше з'явилася можливість пройти перепис інтернетом. По-друге, Департамент статистики Естонії відмовився від використання паперових анкет. Це означає, що переписувач повинен заносити дані відразу до ноутбука лічильника. Використання паперових анкет передбачалося лише у виняткових випадках, коли використовувати інтернет або ноутбук лічильника з будь-яких причин було неможливо. При цьому під час проведення цього перепису Естонія мала намір поставити рекорд перепису населення через Інтернет.

## Ціль
Мета перепису населення та житлових приміщень REL 2011 полягала в тому, щоб надати громадськості, науковим установам, місцевим самоврядуванням, державним установам, підприємствам та міжнародним організаціям якісну інформацію про чисельність, склад, розміщення та міграцію населення, житлові приміщення та умови проживання, а також скласти інформаційну основу для проведення державних статистичних досліджень. Жодне інше дослідження не може дати такої повноцінної інформації.

## Метод та проведення
Відповідно до рішення комісії з перепису при Уряді Естонії від 9 вересня 2008 року, перепис 2011 мав проходити за комбінованим методом, що включає використання державних регістрів, електронний перепис та індивідуальне відвідування населення. Момент початку перепису було призначено на 00 годину 00 хвилин 31 грудня 2011 року. За проведення перепису на території Естонії відповідав Департамент статистики.
- Перша частина, що проводилася в проміжку з 31 грудня 2011 року по 31 січня 2012 року, включала так званий е-перепис (електронний перепис). Бажаючи мали можливість заповнити анкети за себе та за членів свого домогосподарства через інтернет.
- На тих, хто не взяв участь в е-переписі, чекало відвідування переписувачів у проміжку з 16 лютого по 31 березня 2012 року.[1]

Для проведення перепису населення Департамент статистики планував найняти понад 2400 осіб: 2200 переписувачів (у тому числі 200 переписувачів запасного складу), 132 керівники районів, 15 керівників округів та 90 операторів обробки даних. Всі пропозиції про роботу були опубліковані на сайті перепису населення, там же можна було знайти короткий опис посади та вимоги.

## Пробний перепис
Пробний перепис населення відбувався з 31 грудня 2009 року по 31 березня 2010 року. Для проведення пробного перепису були обрані регіони, що найбільш розрізняються, і типи розміщення населення. Метою було провести ретельні випробування організації перепису та інфосистеми для того, щоб внести необхідні зміни до процесу перепису 2011 (REL 2011). В учасників пробного перепису була можливість пройти перепис або за допомогою е-перепису, або за допомогою переписувача. У ході перепису в дев'яти місцевих самоврядування було переписано близько 10 000 осіб. Загалом у ході е-перепису було переписано понад 5000 осіб, з яких понад 3000 проживають поза регіонами пробного перепису. За попередніми даними, під час е-перепису було переписано 18 % мешканців регіонів пробного перепису. «Міжнародний досвід показує, що це значний результат, оскільки за першого е-перепису активність участі зазвичай не перевищує 10 %», — зазначила Діана Белтадзе, керівник проєкту REL 2011.

## Підсумки
Попередні результати перепису було опубліковано 31 травня 2012 року. В Естонії постійно проживало 1294236 осіб. Порівняно з попереднім переписом 2000 року кількість постійних жителів Естонії зменшилася на 75 816, або на 5,5 %. Населення складалося з 693 884 жінок і 600 352 чоловіків. З 1294455 постійних жителів Естонії етнічні естонці становили 902547 (69,72) %), 326 235 — російські (25,20 %), українці — 22 573 (1,74 %), білоруси — 12 579 (0,97 %), фіни — 7589 (0,59 %), татари — 1993 чол. (0,15 %), євреї — 1973 (0,15 %), латиші — 1764 (0,14 %), литовці — 1727 (0,13 %), поляки — 1664 (0,13 %), німці — 1544 (0,12 %), та вірмени — 1428 чол. (0,11 %). Частка естонців зросла, але їх абсолютна кількість знову зменшилася, хоч і менш стрімко, ніж кількість представників інших національностей.